# Die Dame im See
Die Dame im See (Originaltitel: Lady in the Lake) ist ein Film noir aus dem Jahr 1947, der auf dem gleichnamigen Roman von Raymond Chandler beruht. Er ist ein filmhistorisch einzigartiges Beispiel eines kommerziellen Films, in dem fast durchgängig die subjektive Kamera verwendet wurde.

## Handlung
Der abgebrühte Privatdetektiv Philip Marlowe hat genug von der schlechten Bezahlung seiner Arbeit und legt dem Verlag „Kingsby Publications“ eine von ihm geschriebene Kriminalgeschichte vor. Als er am Heiligabend in das Büro des Verlags eingeladen wird, interessiert sich die Verlegerin Adrienne Fromsett jedoch nicht für seinen literarischen Versuch, sondern engagiert ihn, damit er die Frau ihres Chefs Derace Kingsby aufspürt: Crystal Kingsby.
Crystal teilte ihrem Ehemann einen Monat zuvor in einem Telegramm mit, dass sie nach Mexiko gezogen sei, um sich von ihm scheiden zu lassen und einen Mann namens Chris Lavery zu heiraten. Aber laut Fromsett sagte Lavery, dass er Crystal seit zwei Monaten nicht gesehen habe, sie vermisst werde und das Telegramm eine Fälschung sei. Marlowe wird schnell bewusst, dass Fromsett an ihrem Boss interessiert ist (primär des Geldes wegen, was sie später zugibt).
Als Marlowe Lavery selbst aufsucht, behauptet dieser, nichts von einer Reise nach Mexiko zu wissen. Ihm unterläuft ein Versprecher, als er behauptet: „Mrs. Kingsby 'war' eine schöne Frau“, was er dann zu einem „ist“ korrigiert. Darauf schlägt Lavery Marlowe k.o. Der Privatdetektiv wacht in einem Gefängnis auf, wo er von Captain Kane und dem sehr aggressiven Lieutenant DeGarmot befragt wird. Als Marlowe sich weigert, irgendetwas über den Fall preiszugeben, warnt Kane ihn davor, irgendeinen Ärger in seinem Distrikt zu verursachen und lässt ihn gehen.
Marlowe findet heraus, dass die Leiche einer Frau in einem See entdeckt wurde, der Kingsby gehört. Der dortige Verwalter Kingsbys, Mr. Chess, vermutet, dass es sich um seine Frau Muriel handelt. Fromsett vermutet, dass Crystal Muriel umgebracht hat, da die beiden sich nicht ausstehen konnten. Außerdem wurde Crystal das letzte Mal am Little Fawn Lake gesehen. Fromsett recherchiert und informiert Marlowe darüber, dass Muriel ein Pseudonym für eine Frau namens Mildred Haviland war und dass sie sich vor einem harten Polizisten versteckt hat, dessen Beschreibung auf Lieutenant DeGarmot passt.
Marlowe sucht erneut Lavery auf, wo er im nicht abgeschlossenen Haus auf Laverys Hausverwalterin, Mrs. Falbrook, trifft, die eine Waffe in der Hand hält, die sie nach eigener Angabe gerade gefunden hat. Im Obergeschoss findet Marlowe Lavery tot in der Dusche, es wurde mehrfach auf ihn geschossen. Er findet ebenfalls ein Taschentuch mit dem Monogramm „A F“.
Bevor Marlowe jedoch die Polizei ruft, unterbricht er eine Weihnachtsparty im Verlagshaus, um Fromsett mit den Vorwürfen zu konfrontieren. In einem Vier-Augen-Gespräch behauptet sie, dass sie Lavery nicht getötet habe. Kingsby unterbricht das Gespräch und bekommt mit, dass Fromsett Marlowe angeheuert hat, um Crystal zu finden. Kingsby teilt Fromsett daraufhin mit, dass die beiden von nun an nur noch eine geschäftliche Beziehung miteinander pflegen würden. Die aufgebrachte Fromsett feuert Marlowe, der im selben Moment einen neuen Job von Kingsby bekommt: Er soll seine Frau finden.
Marlowe informiert darauf die Polizei über Laverys Tod. Er deutet auch an, dass Muriel sich vor DeGarmot versteckt habe. Die beiden Männer streiten sich körperlich, bevor Kane dazwischen geht und Marlowe hinaus schickt.
Von einem Kontaktmann bei der Zeitung erfährt der Privatdetektiv, dass Muriel eine Verdächtige beim mysteriösen Tod der Ehefrau ihres vormaligen Arbeitgebers Florence war. Der damals ermittelnde Polizist, DeGarmot, kam zu dem Ergebnis, dass Florence Selbstmord begangen hat – aber die Eltern des Opfers glauben bis heute nicht an diese Möglichkeit.
Als Marlowe die beiden befragt, kommt heraus, dass sie von DeGarmot eingeschüchtert wurden, damit sie sich nicht an die Öffentlichkeit wenden. Anschließend wird Marlowe von DeGarmot im Auto von der Straße gedrängt, wobei er sein Bewusstsein verliert. Nachdem er es wiedererlangt hat, ruft er Fromsett von einem Telefon um Hilfe. Sie nimmt ihn mit zu ihrer Wohnung, wo sie ihm erzählt, dass sie viel gemeinsam hätten und sie sich in ihn verliebt habe.
Kingsby taucht auf und teilt Marlowe mit, dass er ein Telegramm von seiner Frau erhalten habe, in dem sie um Geld bittet. Marlowe will das Geld übergeben, Kingsby wird jedoch von der Polizei verfolgt. Marlowe gibt sein Leben in Fromsetts Hände, als er sie beauftragt, die Polizei 10 Minuten abzulenken und einer Spur aus Reiskörnern zu folgen, die er gelegt hat.
Die Frau, die Marlowe trifft, erweist sich als Mildred Haviland, alias Mrs. Falbrook bzw. Muriel. Sie hat Crystal (die „Dame im See“), Florence und Lavery getötet.
DeGarmot hatte sich in Haviland verliebt und ihr geholfen, den ersten Mord zu vertuschen, aber sie floh von ihm und heiratete Kingsbys Verwalter.
DeGarmot spürt Marlowe und Haviland auf (er hatte Fromsett belauscht, als sie mit Captain Kane sprach, und folgte Marlowes Reisspur). DeGarmot will Marlowe und Haviland töten und es so erscheinen lassen, als ob sie sich gegenseitig erschossen hätten. Er benutzt dazu Havilands Waffe. DeGarmot tötet Haviland, aber Captain Kane kommt gerade rechtzeitig dazwischen, um seinen betrügerischen Kollegen niederzuschießen. Marlowe und Fromsett verlassen die Bay Area in Richtung New York, um ein neues Leben zu beginnen.

## Besonderheit der filmischen Inszenierung
Die Literaturadaption ist das berühmteste Beispiel in der Filmgeschichte, in dem die subjektive Kamera benutzt wird. Der gesamte Film wird fast ausschließlich aus der Sicht von Philip Marlowe erzählt. Dies ist unüblich und hat für Kritik gesorgt, denn die klassische Erzählweise in nahezu jedem Film ist auktorial. Die neutrale Kamera ist weder an räumliche noch an zeitliche Beschränkungen gebunden, während die subjektive Kameraposition dem Publikum das Geschehen auf der Leinwand durchgängig aus dem Blickwinkel eines Protagonisten zeigt. Möglicherweise bekommt der Zuschauer den Eindruck, dass ihm durch die subjektive Kamera nur etwas vorgemacht wird oder er empfindet diese Erzählweise, die sich durch den ganzen Film zieht, als verkrampft und klaustrophobisch.
Das Prinzip des Ich-Kamera-Films wird nur zweimal durchbrochen, als Marlowe am Anfang und am Ende des Films aus neutraler Perspektive das Publikum anspricht, wobei er direkt in die Kamera blickt. So setzt er den Rahmen für die in einer Rückblende erzählte Geschichte. Damit wird die subjektive optische Sicht äußerst streng eingehalten, im Gegensatz z. B. zu einem anderen Versuch zur selben Zeit, Die schwarze Natter mit Humphrey Bogart aus dem Jahr 1947, in dem die Geschichte nur in der ersten halben Stunde ausschließlich aus der subjektiven Sicht eines entflohenen Sträflings erzählt wird, der sich dann einer Gesichtsoperation unterzieht. Daraufhin erzählt der Film wieder in der neutralen Perspektive. In Die Dame im See gibt es aber immer wieder Reflexionsmomente, die den Hauptdarsteller Robert Montgomery zeigen, wie er in verschiedenen Situationen in einen Spiegel blickt.
Das Experiment mit der subjektiven Kamera in Die Dame im See und in Das unbekannte Gesicht gilt allgemein als gescheitert. Diese Erzählweise hat sich nicht durchgesetzt, da die durchgängige Perspektive einer subjektiven Kamera offensichtlich auf technische, physiologische und psychologische Hindernisse stößt. Das Blickfeld der Kamera funktioniert nicht wie das menschliche Auge und der starre Blick der Kamera macht alles gleichwertig, denn die Kamera kann keine Emotionen zeigen und dementsprechend gelangweilt, freudig oder traurig reagieren. 2004 wurde in dem deutschen Kinofilm Wahrheit oder Pflicht im Gegensatz zu Die Dame im See nicht durchgängig, sondern nur in einigen Szenen eine subjektive Kamera eingesetzt. Dabei ist die Bildgestaltung konventionell, um die Aufmerksamkeit des Betrachters nicht von der Geschichte abzulenken. Wahrheit oder Pflicht ist mit zahlreichen Preisen ausgezeichnet worden.
Vor allem in Hinblick auf den Vergleich mit dem Ich-Erzähler eines Romans werden filmische Unzulänglichkeiten deutlich. In der Literatur beschreibt der Ich-Erzähler die Wahrnehmung der Ereignisse und stellt dar, wie er das Gesehene verarbeitet, wodurch eine Interpretation der diegetischen Welt vorgenommen wird. Die Kamera hingegen zeichnet vollkommen neutral auf. Dennoch gibt es Experimente, in denen die subjektive Kamera durchaus erfolgreich eingesetzt wurde, z. B. die Kafkaverfilmung Die Verwandlung aus dem Jahr 1975 oder der mexikanische Spielfilm Intimitäten in einem Badezimmer aus dem Jahr 1989. Die Perspektive des Protagonisten ist aus Computerspielen bekannt. 2014 startete der russische Regisseur Ilja Naischuller in seinem Actionfilm Hardcore einen an Ego-Shooter angelehnten Versuch mit der subjektiven Kamera.

## Hintergrund
MGM kaufte die Rechte für Chandlers Roman für 35.000 $. Bei einem Budget von 1.026.000 € machte der Film laut MGM records knapp 600.000 $ Gewinn.
In Deutschland erschien der Film erst am 18. Oktober 1977 im Fernsehen.

## Rezeption
Schon die New York Times kritisierte im Erscheinungsjahr desselben Jahres, dass die Technik der subjektiven Kamera nicht funktioniert.
Lexikon des internationalen Films: Formal interessanter Kriminalfilm nach einem Roman von Raymond Chandler.